# La Bruguière
La Bruguière là một xã trong tỉnh Gard thuộc vùng Occitanie, phía nam nước Pháp. Xã La Bruguière nằm ở khu vực có độ cao trung bình 274 mét trên mực nước biển.